# Goolihatti, Hosadurga
Goolihatti là một làng thuộc tehsil Hosadurga, huyện Chitradurga, bang Karnataka, Ấn Độ.